# Angélica Mendoza Almeida

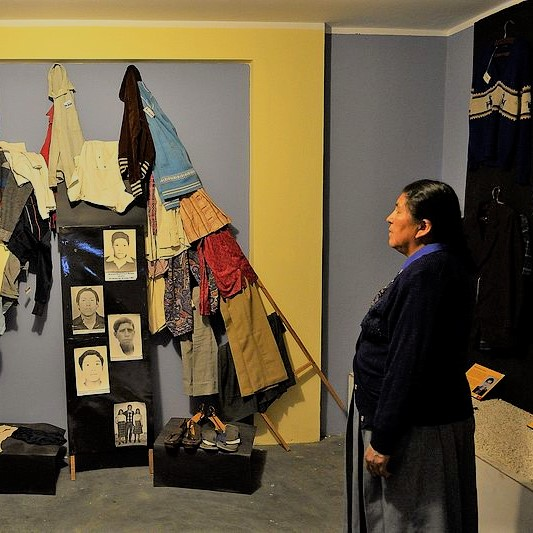
Angélica Mendoza, 2017

Angélica Remigia Mendoza Almeida (* 1. Oktober 1929 in San Gabriel de Huarcas, Distrikt Accomarca, Provinz Vilcas Huamán, Region Ayacucho, Peru; † 28. August 2017 in Ayacucho), auch bekannt unter dem Ehenamen Angélica Mendoza de Ascarza und den Kosenamen Mamacha Angélica oder Mamá Angélica, war eine peruanische Menschenrechtlerin.

## Leben
Angélica Mendoza Almeida wurde am 1. Oktober 1929 in San Gabriel de Huarcas im Distrikt Accomarca südlich der regionalen Hauptstadt Ayacucho (Huamanga) in eine quechuasprachige Familie geboren. In der Zeit des Bewaffneten Konflikts in Peru in den 1980er Jahren lebte sie mit ihrem Ehemann und ihren acht Kindern in einer kleinen Wohnung in einem Wohnblock in Ayacucho.
Am 3. Juli 1983, zur Zeit der zweiten Regierung von Fernando Belaúnde Terry und als der General des peruanischen Heeres Roberto Clemente Noel Moral Kommandeur der Notstandszone war, brachen um halb ein Uhr nachts dreißig bewaffnete und überwiegend uniformierte, teilweise aber in Zivil auftretende Männer die Wohnungstür der schlafenden Familie auf, verwüsteten die Wohnung, suchten dabei etwas, was sie nicht fanden, und schleppten Angélicas 19-jährigen Sohn, den Studenten Arquímedes Ascarza Mendoza, in ein gepanzertes Fahrzeug. Angélica klammerte sich an ihren Sohn und wurde mit nach draußen gezerrt, wo sie schließlich mit Tritten, Drohungen und Flüchen von ihm weggetreten wurde. In diesem Moment sah Angélica ihren Sohn Arquímedes zum letzten Mal in ihrem Leben.
Am nächsten Morgen – nach der nächtlichen Ausgangssperre, während der jeder sich im Freien Aufhaltende erschossen werden durfte – machte sich Angélica auf, um den Verbleib ihres Sohnes herauszufinden, und ging zum Hauptquartier des Kommandeurs der Notstandszone, Los Cabitos. Hier wurde sie abgewiesen, ebenso wie bei der Polizei und der Nationalgarde. Sie traf an diesen Orten jedoch andere Mütter, deren Söhne gerade von Sicherheitskräften verschleppt worden waren.
Nach zwei Wochen erschien bei Angélica ein freigelassener Zellengenosse von Arquímedes und überbrachte ihr einen herausgeschmuggelten Brief ihres Sohnes, in dem dieser von schwerer Folter berichtete. Der stark verängstigte Zellengenosse erzählte, eine Frau habe Arquímedes des Terrorismus beschuldigt, und er habe gesehen, dass Arquímedes im Hubschrauber weggeflogen worden sei. Angélica wurde bewusst, dass dies einem Todesurteil gleichkam, und suchte Orte ab, an denen Menschen aus Hubschraubern geworfen worden waren. Einige Orte wurden bewacht, doch trotz Drohungen suchte sie und fand unter den Toten Bekannte, so auf dem Friedhof von Quinua einen Lehrer und seine ganze Schulklasse, nicht jedoch ihren Sohn.

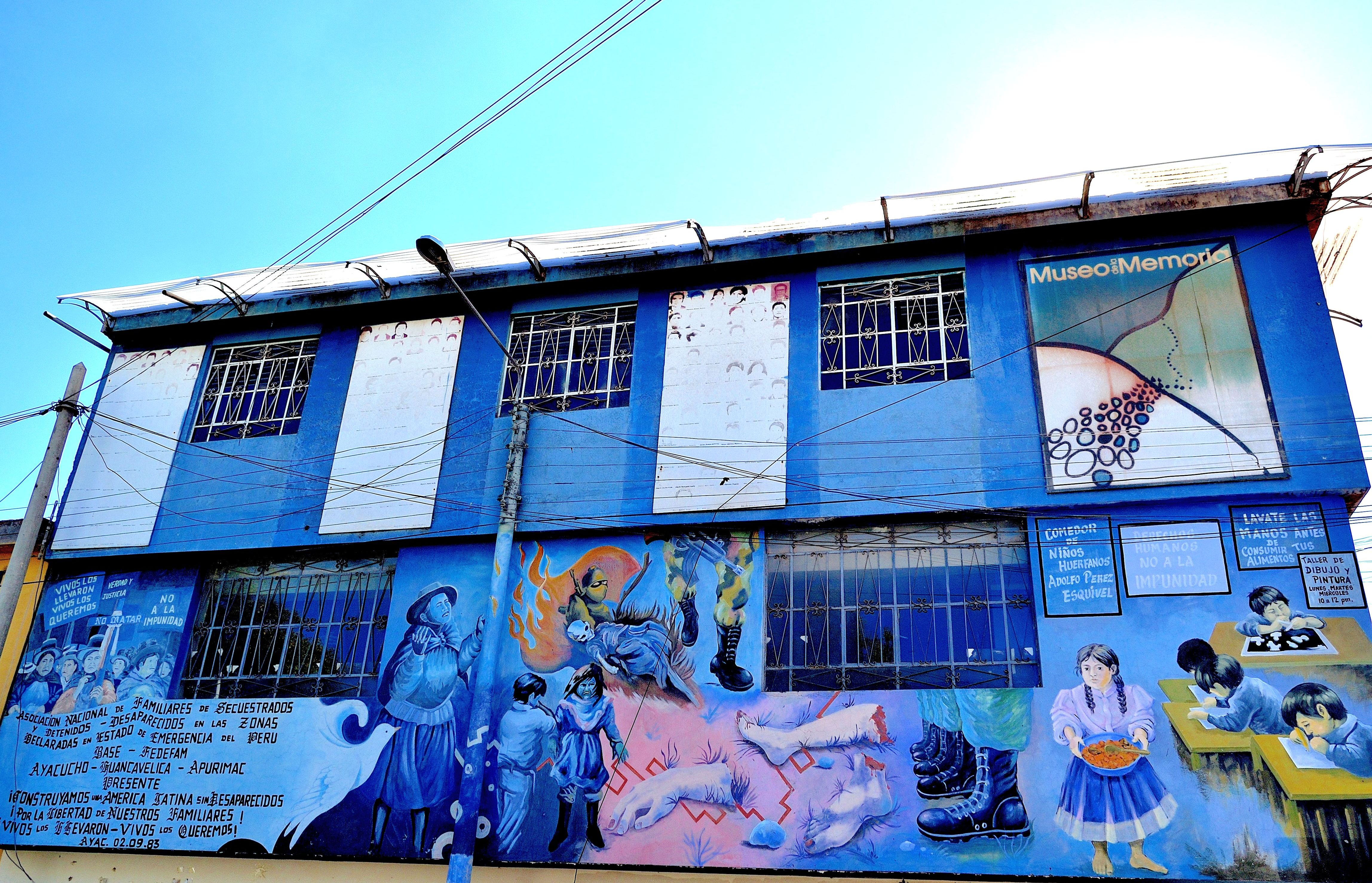
Gebäude von ANFASEP in Ayacucho (Büros und Museum)

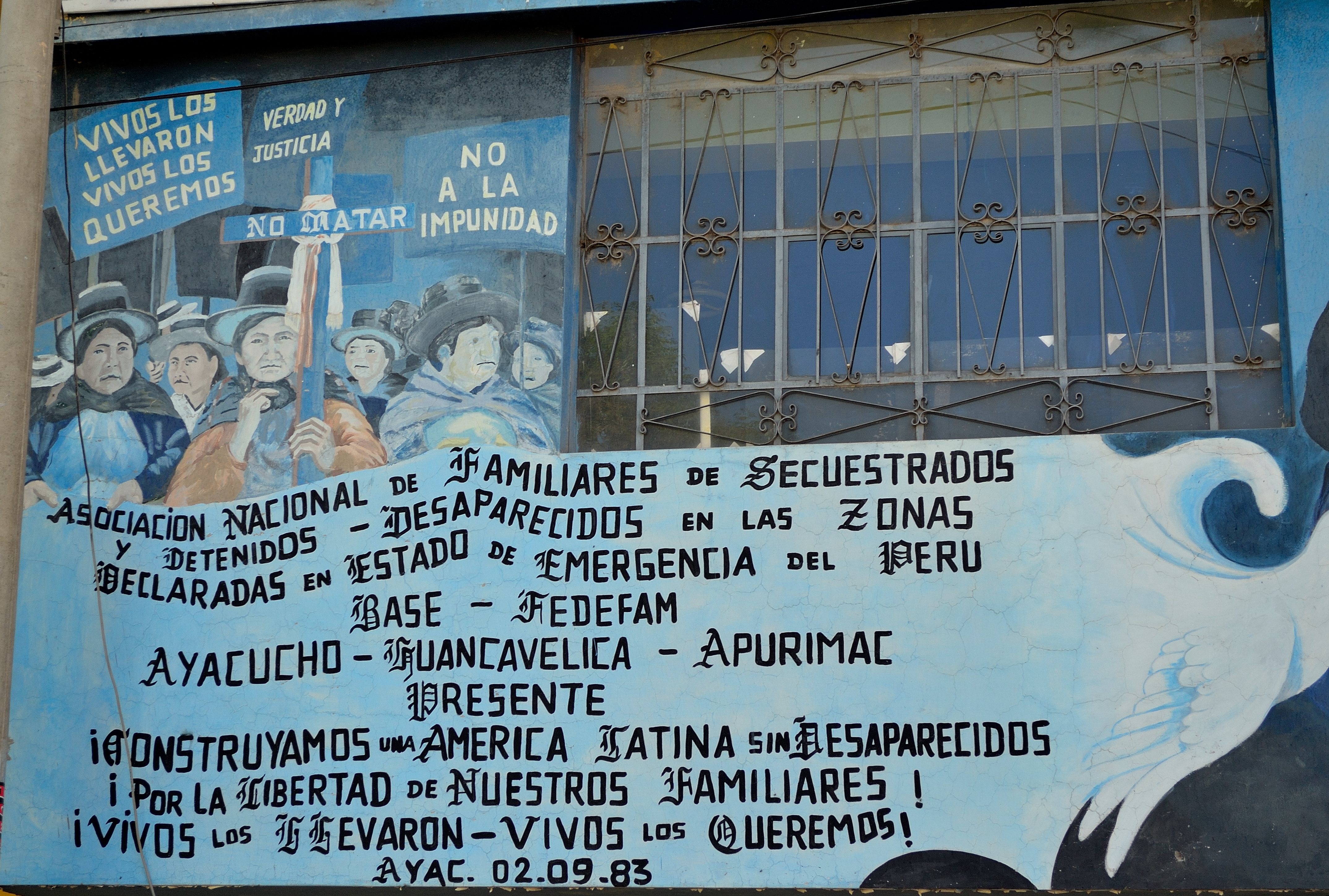
Bemalung des Hauses von ANFASEP: Demonstrierende Mütter „Verschwundener“, in der Mitte Angélica Mendoza mit ihrem Kreuz

Am 2. September 1983 gründete Angélica Mendoza Almeida in Ayacucho zusammen mit anderen Müttern von Opfern des bewaffneten Konfliktes in Peru die erste Organisation Hinterbliebener dieses Konfliktes, den Verein der Angehörigen und Hinterbliebenen der Entführten, Gefangenen und Verschwundenen Perus (Asociación Nacional de Familiares de Secuestrados, Detenidos y Desaparecidos del Perú, ANFASEP), und wurde zu dessen Vorsitzender gewählt. In ihrer Anfangszeit musste ANFASEP ihre Arbeit im Geheimen organisieren, da das Militärkommando in Ayacucho Menschenrechtler als Anhänger von Sendero Luminoso verdächtigte. Mendoza und ANFASEP wurden in ihrer Arbeit von der Provinzbürgermeisterin von Huamanga, Leonor Zamora (1948–1991) unterstützt, die von 1983 bis 1985 dieses Amt innehatte, am 21. Dezember 1991 aber selbst vom peruanischen militärischen Geheimdienst ermordet wurde. Keine Unterstützung gab es durch die Katholische Kirche und das Erzbistum Ayacucho oder Huamanga unter Federico Richter Fernandez-Prada und Juan Luis Cipriani Thorne. Evangelische Gruppen unterstützten dagegen die Bemühungen der Mütter von ANFASEP. Angélica Mendoza trug als Symbol das christliche Kreuz mit der Aufschrift „Du sollst nicht töten“ (No matarás) (Ex 20,10 ) und distanzierte sich damit auch von Sendero Luminoso. Abgesehen von den evangelischen Kirchen waren Menschenrechtsgruppen die einzigen zivilgesellschaftlichen Organisationen, welche ein Gehör für ANFASEP hatten. Im November 1984 ermöglichte die Episkopalkirche Angélica Mendoza und Ofelia Antezana, einer Hinterbliebenen aus Huancavelica, an einer internationalen Menschenrechtskonferenz in Argentinien mit den Müttern der Plaza de Mayo teilzunehmen. Hiermit konnte die Isolierung der peruanischen Frauen durchbrochen werden. Angélica Mendozas Arbeit blieb dennoch gefährlich. Am 15. September 1992 beschuldigte Präsident Alberto Fujimori sie, ein Mitglied von Sendero Luminoso und eine „Botschafterin des Terrorismus“ zu sein. Deswegen arbeitete Mendoza zwei Jahre lang wieder im Geheimen, bis das Justizministerium schließlich die Beschuldigungen für unbegründet erklärte.

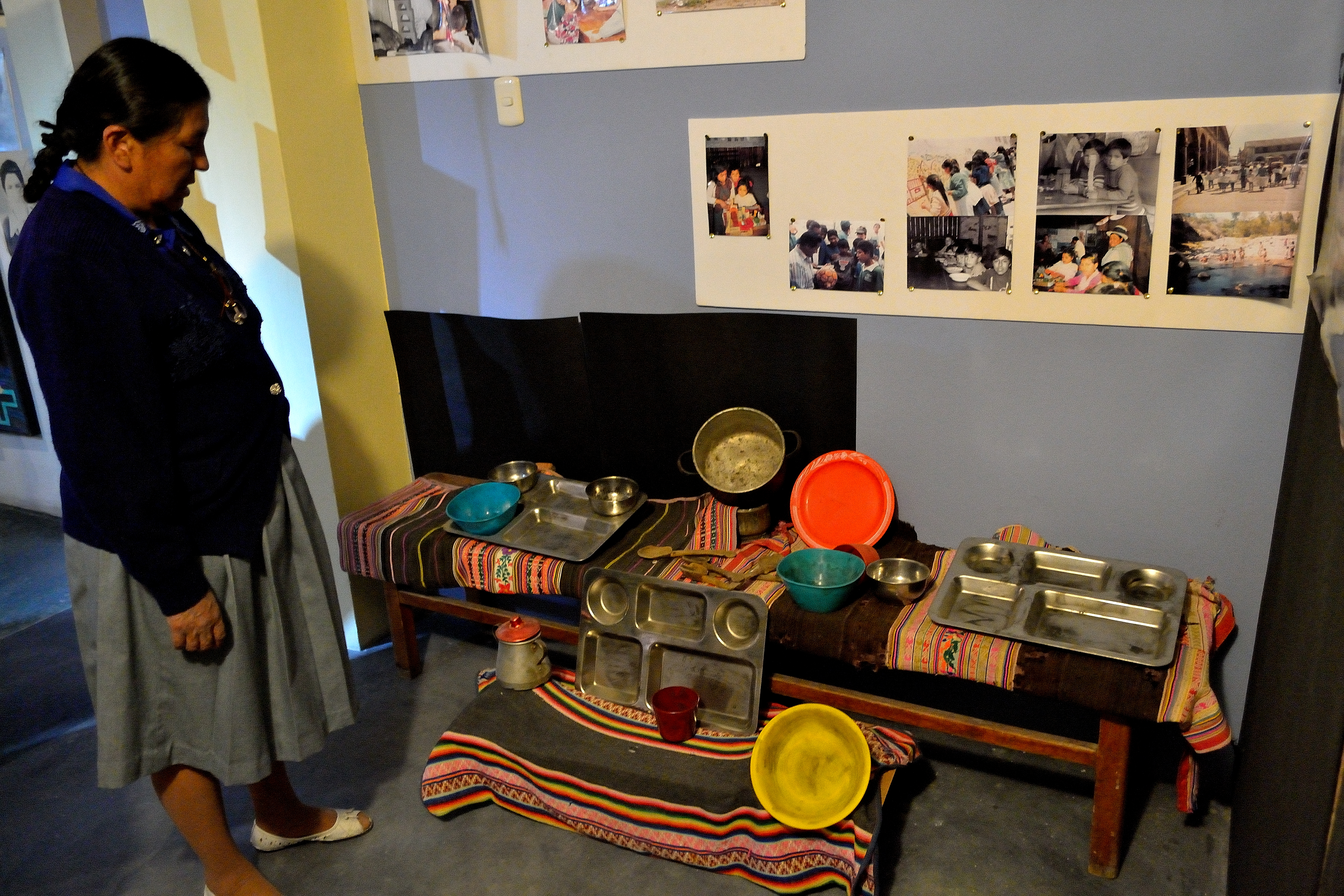
Angélica Mendoza, 2015

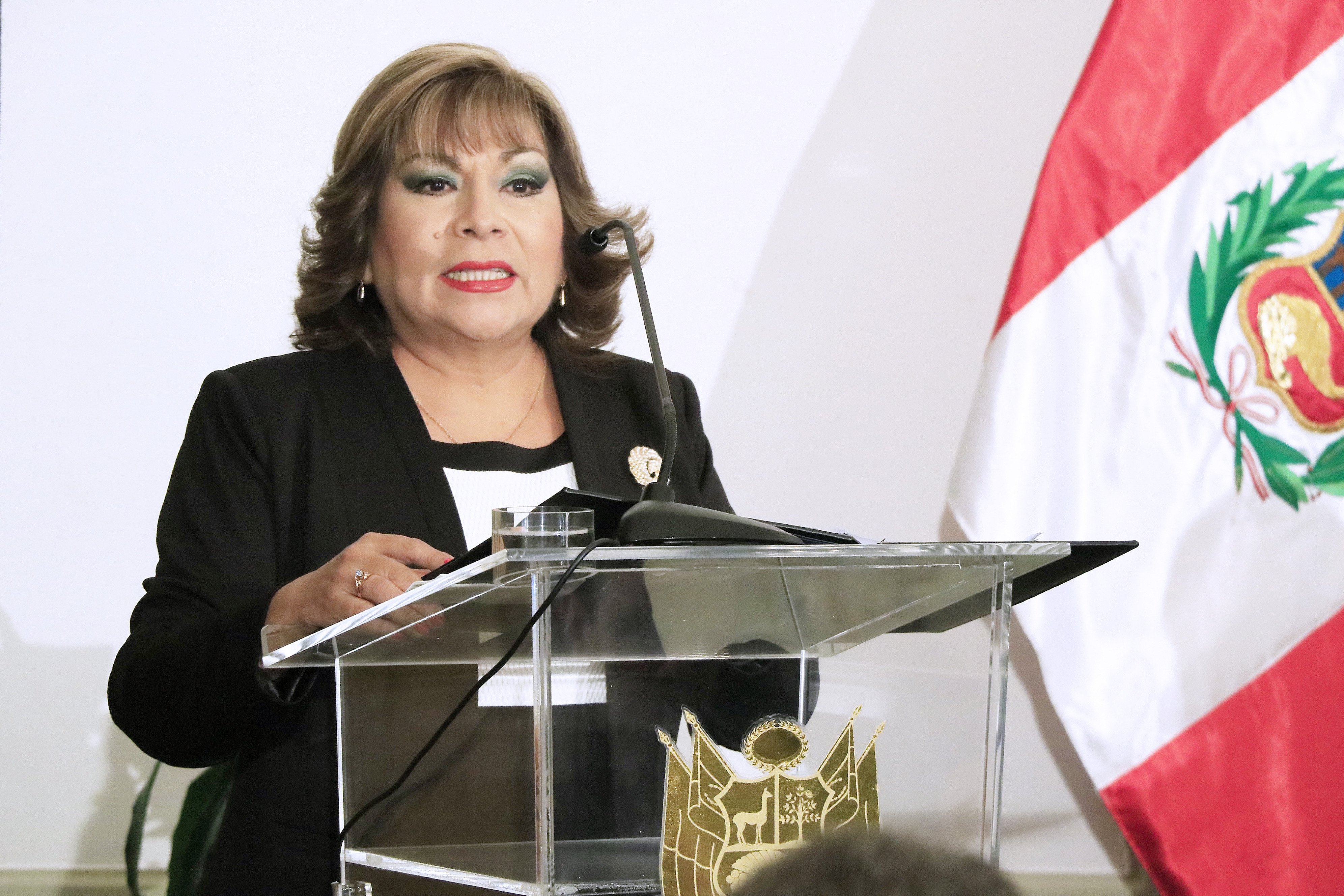
Die Staatsanwältin Luz Ibáñez Carranza, 2017 (2 Monate nach dem Urteil, 6 Wochen nach Angélicas Tod)

Am 8. April 2002 sagte Angélica Mendoza vor der Kommission für Wahrheit und Versöhnung über das Verbrechen an ihrem Sohn aus. Sie beherrschte auch Spanisch, machte ihre Aussage jedoch in ihrer Muttersprache, dem Chanka-Quechua. Nach Angaben ihrer deutschen Weggefährtin Kerstin Kastenholz war dies eine bewusste Entscheidung, auf Grund der sie auch bei anderen Gelegenheiten mit hochkarätigen Teilnehmern Quechua sprach.
Am 18. August 2017 verurteilte die Nationale Strafkammer (Sala Penal Nacional) den Geheimdienstchef des Geheimdienstgefängnisses Casa Rosada in der Provinz Huamanga, Pedro Edgar Paz Avendaño, zu 23 Jahren Gefängnisstrafe als mittelbar Verantwortlichen für die Ermordung von Luis Barrientos Taco sowie das „Verschwindenlassen“ von Angélicas Sohn Arquímedes Ascarza und anderen. Ebenso verurteilte das Gericht den Chef des Militärhauptquartiers Los Cabitos in Huamanga, Humberto Bari Orbegozo Talavera, in Abwesenheit zu 30 Jahren Haft, und der Richter Marco Cerna ordnete seine Festnahme zur Vollstreckung der Haftstrafe an. Laut Gericht waren die Angeklagten verantwortlich für 53 Fälle von insgesamt 138 Fällen von „Verschwindenlassen“ im Quartier Los Cabitos. Die Staatsanwältin Luz del Carmen Ibáñez Carranza bezeichnete danach das Urteil als „historisch“. Bei den Militäroperationen 1983 in Ayacucho habe es eine „systematische Praxis des allgemeinen Angriffs auf die Zivilbevölkerung und ihre Menschenrechte“ gegeben. Das Gericht bestätigte auch, dass es in Los Cabitos ein Krematorium gab, in dem die Reste der in der Haft Ermordeten vernichtet wurden. Die Strafkammer ordnete an, dass der Staat und die beiden verurteilten Militärs rund 77.000 Dollar an Mendoza und weitere Hinterbliebene zu zahlen hätten. Angélica Mendoza war zu diesem Zeitpunkt durch ihren Diabetes bereits sehr geschwächt, reiste aber dennoch aus Ayacucho nach Lima zur Urteilsverkündung an. Nach der Urteilsverkündung äußerte sie am 18. August 2017, dass die Familien nun ein wenig Gerechtigkeit erreicht hätten und es erklärte Schuldige gebe. Es sei aber nötig, weiter aufzupassen, dass sich diese Entwicklung festige und als Präzedenzfall für die Erinnerungskultur und den Kampf für Frieden und Gerechtigkeit für die Familien Ayacuchos und ganz Perus wahrgenommen werde. Sie dankte allen, welche die Familien bis zum Ende dieses langen Prozesses begleitet hatten. Nur zwei Wochen später starb Angélica Mendoza in Ayacucho im Alter von 87 Jahren.

## Familie
Angélica Mendoza Almeida war mit Estanislao Ascarza Barrón verheiratet, der 2015 starb. Aus der Ehe gingen acht Kinder hervor, von denen mehrere ihre Mutter Angélica überlebten. Ihr Sohn Arquímedes Ascarza Mendoza wurde am 7. Juni 1964 geboren. Er war ein 19-jähriger Universitätsstudent, als er am 3. Juli 1983 von den Sicherheitsorganen verschleppt wurde. Sein Todesdatum und Todesort sind bis heute unbekannt.